# Хосе Марія Хіменес
Хосе́ Марі́я Хіме́нес де Ва́ргас (ісп. José Maria Giménez de Vargas, нар. 20 січня 1995, Канелонес) — уругвайський футболіст, центральний захисник мадридського «Атлетіко» і збірної Уругваю.

## Клубна кар'єра
Народився 20 січня 1995 року в місті Канелонес. Вихованець футбольної школи клубу «Данубіо». Дорослу футбольну кар'єру розпочав 2012 року в основній команді того ж клубу, в якій провів один сезон, взявши участь у 16 матчах чемпіонату.
Влітку 2013 року контракт з перспективним уругвайцем уклав мадридський «Атлетіко», трансферна сума склала 900 тисяч євро. Починаючи з сезону 2014/15 19-річний на той час Хіменес став однією з основних опцій тренерського штабу іспанського клубу у захисті, де склав пару центральних захисників із співвітчизником Дієго Годіном.
Був одним з основних центральних захисників «Атлетіко» під час переможної для команди кампанії в Лізі Європи 2017/18.
6 жовтня 2023 року подовжив контракт з «Атлетіко» до 2028 року. 16 грудня 2023 року матч Ла-Ліги проти «Атлетіка» (Більбао) став ювілейним, 400-м, у складі «Атлетіко» в усіх турнірах.

## Виступи за збірні
Протягом 2013—2014 років залучався до складу молодіжної збірної Уругваю. На молодіжному рівні зіграв у 10 офіційних матчах.
2013 року дебютував в офіційних матчах у складі національної збірної Уругваю. Наступного року брав участь у чемпіонаті світу 2014, де повністю провів на полі дві з трьох ігор групового етапу, а також програний з рахунком 0:2 матч 1/8 фіналу проти колумбійців.
Згодом був учасником Кубка Америки 2015 у Чилі і Кубка Америки 2016 у США, де вже був основним центральним оборонцем національної команди.
2 червня 2018 року був включений до заявки збірної Уругваю для участі у своїй другій світовій першості — чемпіонаті світу 2018 року в Росії.
| Дата       | Місто                       | Господарі         | Результат | Гості             | Турнір                          | Голи | Примітки  |
| ---------- | --------------------------- | ----------------- | --------- | ----------------- | ------------------------------- | ---- | --------- |
| 10-9-2013  | Монтевідео                  | Уругвай           | 2 – 0     | Колумбія          | Відбір до ЧС 2014               | -    |           |
| 11-10-2013 | Кіто                        | Еквадор           | 1 – 0     | Уругвай           | Відбір до ЧС 2014               | -    |           |
| 15-10-2013 | Монтевідео                  | Уругвай           | 3 – 2     | Аргентина         | Відбір до ЧС 2014               | -    | 90'       |
| 5-3-2014   | Клагенфурт-ам-Вертерзеє     | Австрія           | 1 – 1     | Уругвай           | товариський матч                | -    | 30'       |
| 30-5-2014  | Монтевідео                  | Уругвай           | 1 – 0     | Північна Ірландія | товариський матч                | -    | 46'       |
| 4-6-2014   | Монтевідео                  | Уругвай           | 2 – 0     | Словенія          | товариський матч                | -    | 46' 81'   |
| 19-6-2014  | Сан-Паулу                   | Уругвай           | 2 – 1     | Англія            | ЧС 2014 - 1-й етап              | -    |           |
| 24-6-2014  | Натал (Ріу-Гранді-ду-Норті) | Італія            | 0 – 1     | Уругвай           | ЧС 2014 - 1-й етап              | -    |           |
| 28-6-2014  | Ріо-де-Жанейро              | Колумбія          | 2 – 0     | Уругвай           | ЧС 2014 - 1/8 фіналу            | -    | 55'       |
| 5-9-2014   | Саппоро                     | Японія            | 0 – 2     | Уругвай           | товариський матч                | -    |           |
| 8-9-2014   | Коян                        | Південна Корея    | 0 – 1     | Уругвай           | товариський матч                | 1    |           |
| 10-10-2014 | Джидда                      | Саудівська Аравія | 1 – 1     | Уругвай           | товариський матч                | -    |           |
| 13-10-2014 | Маскат                      | Оман              | 0 – 3     | Уругвай           | товариський матч                | -    | 29'       |
| 13-11-2014 | Монтевідео                  | Уругвай           | 3 – 3     | Коста-Рика        | товариський матч                | 1    |           |
| 18-11-2014 | Сантьяго                    | Чилі              | 1 – 2     | Уругвай           | товариський матч                | -    |           |
| 28-3-2015  | Агадір (місто)              | Марокко           | 0 – 1     | Уругвай           | товариський матч                | -    |           |
| 6-6-2015   | Монтевідео                  | Уругвай           | 5 – 1     | Гватемала         | товариський матч                | -    |           |
| 13-6-2015  | Антофагаста (місто)         | Уругвай           | 1 – 0     | Ямайка            | Копа Америка 2015 - 1-й етап    | -    |           |
| 16-6-2015  | Ла-Серена (Чилі)            | Аргентина         | 1 – 0     | Уругвай           | Копа Америка 2015 - 1-й етап    | -    | 42'       |
| 20-6-2015  | Ла-Серена (Чилі)            | Уругвай           | 1 – 1     | Парагвай          | Копа Америка 2015 - 1-й етап    | 1    |           |
| 24-6-2015  | Сантьяго                    | Чилі              | 1 – 0     | Уругвай           | Копа Америка 2015 - чвертьфінал | -    |           |
| 4-9-2015   | Панама                      | Панама            | 0 – 1     | Уругвай           | товариський матч                | -    | 46'       |
| 8-9-2015   | Сан-Хосе                    | Коста-Рика        | 1 – 0     | Уругвай           | товариський матч                | -    |           |
| 8-10-2015  | Ла-Пас                      | Болівія           | 0 – 2     | Уругвай           | Відбір до ЧС 2018               | -    |           |
| 13-10-2015 | Монтевідео                  | Уругвай           | 3 – 0     | Колумбія          | Відбір до ЧС 2018               | -    |           |
| 6-6-2016   | Фінікс                      | Мексика           | 3 – 1     | Уругвай           | Копа Америка 2016 - 1-й етап    | -    | 59'       |
| 10-6-2016  | Філадельфія                 | Уругвай           | 0 – 1     | Венесуела         | Копа Америка 2016 - 1-й етап    | -    |           |
| 14-6-2016  | Санта-Клара                 | Уругвай           | 3 – 0     | Ямайка            | Копа Америка 2016 - 1-й етап    | -    |           |
| 2-9-2016   | Мендоса                     | Аргентина         | 1 – 0     | Уругвай           | Відбір до ЧС 2018               | -    | 42'       |
| 7-9-2016   | Монтевідео                  | Уругвай           | 4 – 0     | Парагвай          | Відбір до ЧС 2018               | -    | 9'        |
| 29-3-2017  | Ліма                        | Перу              | 2 – 1     | Уругвай           | Відбір до ЧС 2018               | -    |           |
| 4-6-2017   | Дублін                      | Ірландія          | 3 – 1     | Уругвай           | товариський матч                | 1    |           |
| 7-6-2017   | Ніцца                       | Італія            | 3 – 0     | Уругвай           | товариський матч                | -    | 1 автогол |
| 10-11-2017 | Варшава                     | Польща            | 0 – 0     | Уругвай           | товариський матч                | -    |           |
| 14-11-2017 | Відень                      | Австрія           | 2 – 1     | Уругвай           | товариський матч                | -    |           |
| 1-9-2017   | Монтевідео                  | Уругвай           | 0 – 0     | Аргентина         | Відбір до ЧС 2018               | -    | 41'       |
| 6-9-2017   | Асунсьйон                   | Парагвай          | 1 – 2     | Уругвай           | Відбір до ЧС 2018               | -    |           |
| 5-10-2017  | Сан-Кристобаль              | Венесуела         | 0 – 0     | Уругвай           | Відбір до ЧС 2018               | -    |           |
| 11-10-2017 | Монтевідео                  | Уругвай           | 4 – 2     | Болівія           | Відбір до ЧС 2018               | -    |           |
| 23-3-2018  | Наньнін                     | Уругвай           | 2 – 0     | Чехія             | товариський матч                | -    |           |
| 26-3-2018  | Наньнін                     | Уругвай           | 1 – 0     | Уельс             | товариський матч                | -    | 8'        |
| 8-6-2018   | Монтевідео                  | Уругвай           | 3 – 0     | Узбекистан        | товариський матч                | 1    |           |
| Усього     |                             | Матчів            | 42        |                   | Голів                           | 5    |           |

## Титули і досягнення
- Чемпіон Іспанії (2):

«Атлетіко Мадрид»: 2013-14, 2020-21
- Переможець Ліги Європи УЄФА (1):

«Атлетіко Мадрид»: 2017-18
Збірна Уругваю
- Бронзовий призер Кубка Америки: 2024[4]